# Liste der Einträge im National Register of Historic Places im Mason County (West Virginia)
Diese Liste der Einträge im National Register of Historic Places im Mason County (West Virginia) enthält alle im Mason County, West Virginia in das National Register of Historic Places eingetragenen Gebäude, Bauwerke, Objekte, Stätten oder historischen Distrikte.
Diese Liste entspricht dem Bearbeitungsstand des National Park Service/National Register of Historic Places vom 27. September 2024.

## Legende
| NRHP | Historic Place             |
| HD   | National Historic District |

## Aktuelle Einträge
| [ 2 ] | Name                             | Bild                           | Eintragsdatum                 | Lage | Ort            | Beschreibung |
| ----- | -------------------------------- | ------------------------------ | ----------------------------- | --- | -------------- | ------------ |
| 1     | Couch-Artrip House               | Couch-Artrip House             | 23. Aug. 1984 ID-Nr. 84003623 | U.S. Route 35 38° 42′ 11″ N, 81° 58′ 4″ W                                                                       | Southside      |              |
| 2     | Eastham House                    |                                | 24. Feb. 1989 ID-Nr. 88002669 | U.S. Route 35 38° 47′ 27″ N, 82° 3′ 53″ W                                                                       | Point Pleasant |              |
| 3     | Elm Grove                        |                                | 16. Juli 1992 ID-Nr. 92000897 | 2283 an der U.S. Route 35 38° 43′ 19″ N, 81° 57′ 18″ W                                                          | Southside      |              |
| 4     | The Gold Houses                  | The Gold Houses                | 9. Juli 1997 ID-Nr. 97000784  | 503 und 505 N. 2nd St. 39° 1′ 29″ N, 82° 1′ 28″ W                                                               | Mason          |              |
| 5     | Lewis-Capehart-Roseberry House   | Lewis-Capehart-Roseberry House | 29. Aug. 1979 ID-Nr. 79002590 | 1 Roseberry Lane 38° 52′ 36″ N, 82° 8′ 5″ W                                                                     | Point Pleasant |              |
| 6     | Maplewood                        |                                | 16. Feb. 2001 ID-Nr. 00000251 | 1951 U.S. Route 35 38° 40′ 40″ N, 81° 57′ 59″ W                                                                 | Pliny          |              |
| 7     | Gen. John McCausland House       | weitere Bilder                 | 16. Juni 1980 ID-Nr. 00000778 | U.S. Route 35 38° 39′ 26″ N, 81° 58′ 14″ W                                                                      | Leon           |              |
| 8     | Point Pleasant Battleground      | weitere Bilder                 | 26. Jan. 1970 ID-Nr. 70000656 | an der südwestlichen Ecke der Main und 1st Streets 38° 50′ 21″ N, 82° 8′ 26″ W                                  | Point Pleasant |              |
| 9     | Point Pleasant Historic District | weitere Bilder                 | 1. Juli 1985 ID-Nr. 85001465  | Main St. zwischen der 1st und 11th, der Viand St. zwischen der 8th und 10th Streets 38° 50′ 40″ N, 82° 8′ 18″ W | Point Pleasant |              |
| 10    | Powell-Redmond House             | Powell-Redmond House           | 10. Feb. 1983 ID-Nr. 83003243 | 23 Columbia St. 39° 0′ 5″ N, 82° 2′ 23″ W                                                                       | Clifton        |              |
| 11    | Shumaker-Lewis House             | weitere Bilder                 | 26. März 1979 ID-Nr. 79002589 | Brown St. 39° 1′ 9″ N, 82° 1′ 53″ W                                                                             | Mason          |              |
| 12    | Smithland Farm                   |                                | 17. Okt. 2003 ID-Nr. 03001061 | U.S. Route 35 zwischen der Lower Nine Mile Rd. und der Lower Five Mile Rd. 38° 46′ 42″ N, 82° 3′ 2″ W           | Henderson      |              |